# Erieye

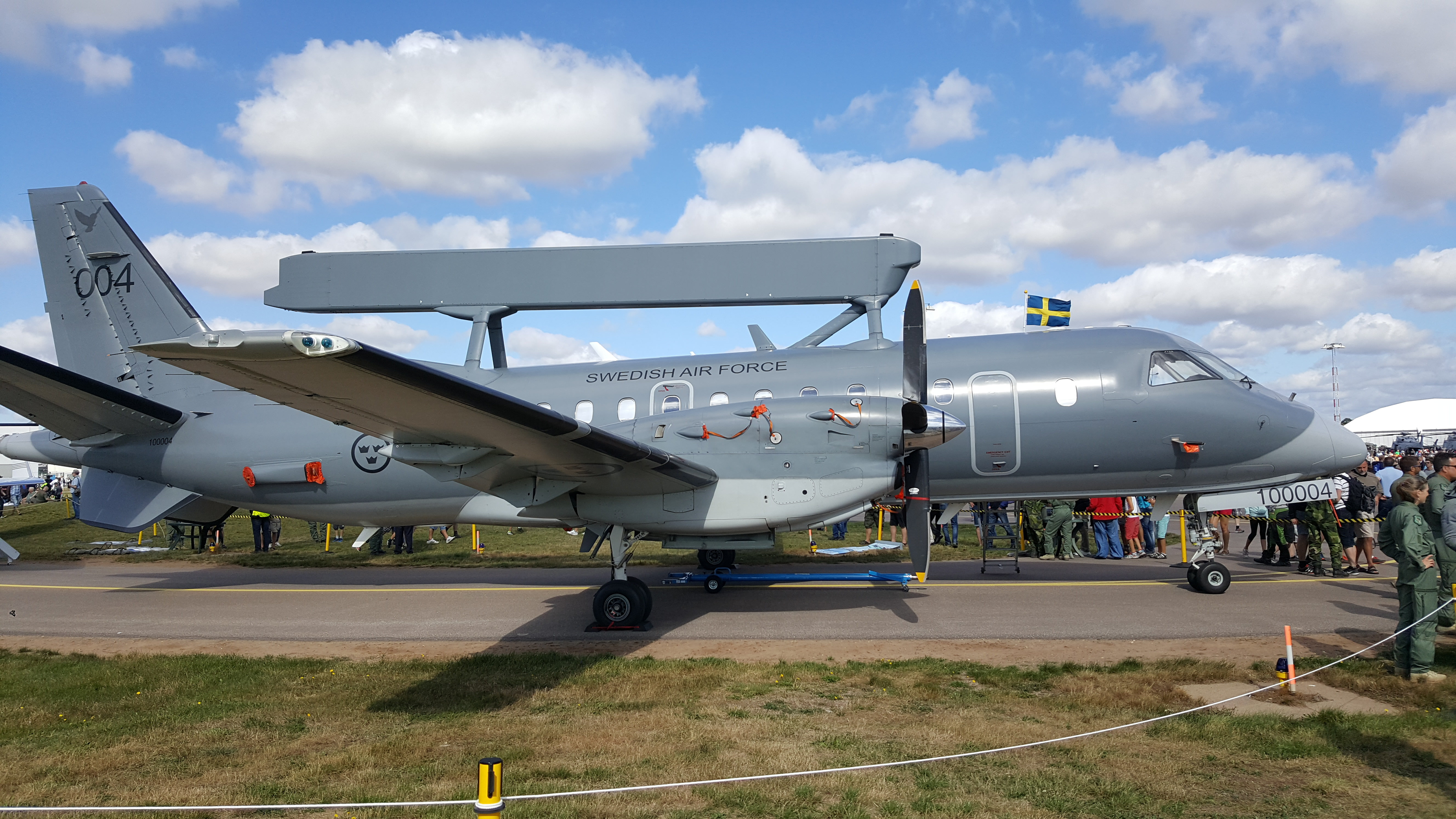
Saab 340 under flygupvisning på Malmen i Linköping 2016.

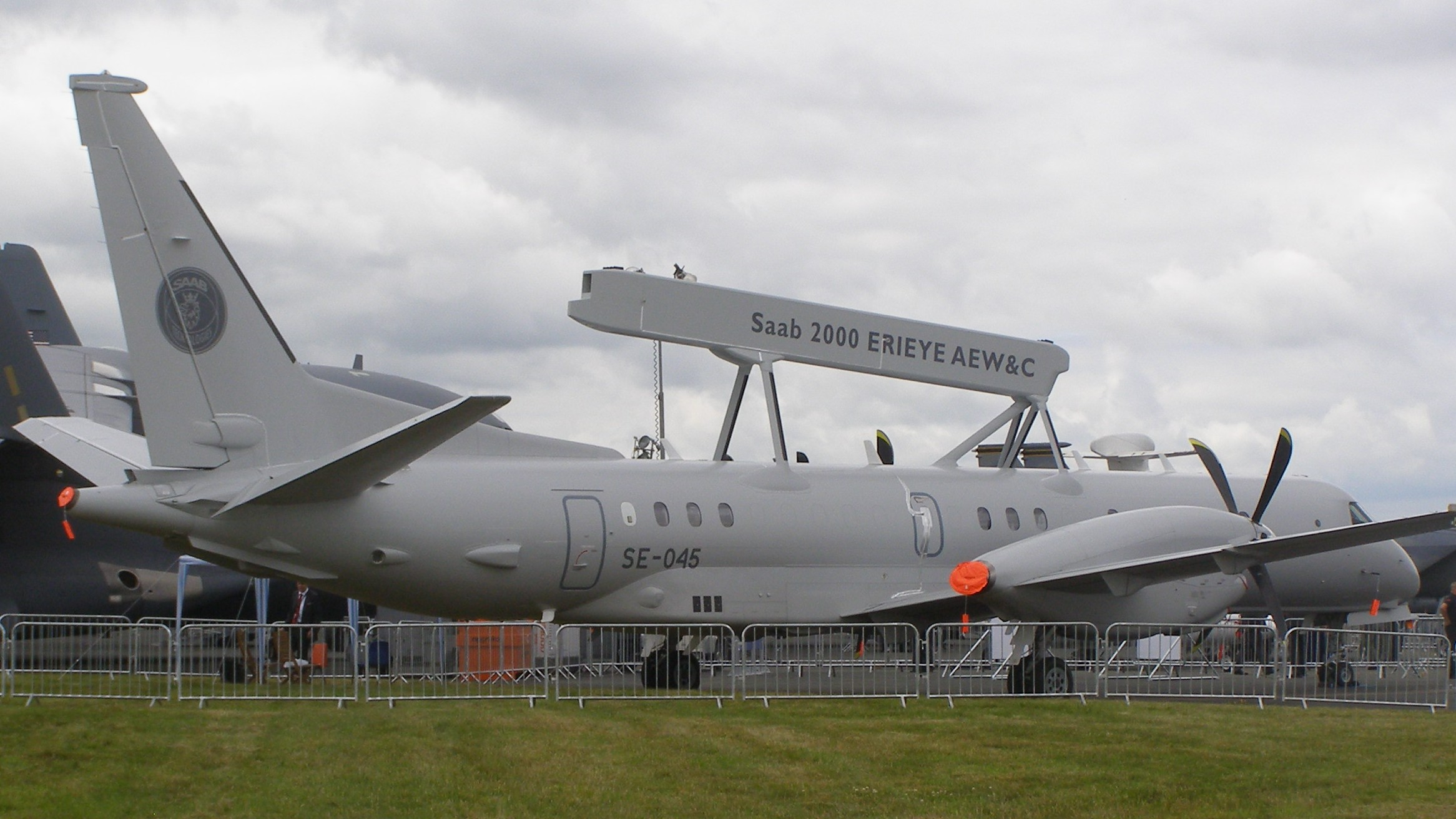
Saab 2000 Erieye

Erieye (förkortning av Ericsson Eye) är ett radarsystem och ett så kallat Airborne Early Warning and Control System (AEW&C) utvecklat av Saab Electronic Defence Systems (tidigare Ericsson Microwave Systems) i Sverige. Den är baserad på en Active Electronically Scanned Array (AESA).
Erieye används på flera olika typer av flygplan, både propeller- och jetdrivna, till exempel Saab 340 och Brasilianska Embraer R-99, den militära versionen av Embraer 145. Den har också implementeras på Saab 2000.
Erieye Ground Interface Segment (EGIS; ej att förväxla med Aegis combat system) är en stor komponent i mjukvaran som används av Erieye-systemet. Radarn ger två gånger 120 graders täckning (två gånger 160 på exportversionerna) och har en bidragande räckvidd på 450 km och en detekteringsräckvidd på 350 km i tät elektronisk krigföringsmiljö, vid stark radarnedskräpning och mål på låg höjd. Radarn har ett integrerat igenkänningssystem för att kunna identifiera egna eller fientliga flygplan (IFF), och har också ett sjöövervakningsläge. Erieye-systemet är interoperativt med NATOs flygförsvarskommandon och kontrollsystem.
I augusti 2013 framkom det att USA:s militära underrättelsetjänst NSA riktad elektroniskt spionage mot såväl Ericsson som Saab beträffande Erieye efter att ett av systemen sålts till Pakistan.

## Mutor
Våren 2014 uppgav en tidigare Ericsson-anställd att han hade Ericsson Microwaves uppdrag att organisera ett världsomspännande system för att betala handelsagenter, och senare upptäckte att agenterna använde pengarna till mutor. Korruptiva betalningar på 157 miljoner svenska kronor har förmedlats från Ericsson Microwave till grekiska beslutsfattare åren 2000-2001, två år efter landets beställning av Erieye. En upphandlingschef på grekiska försvarsdepartementet har erkänt att han har tagit emot mutor från bland andra Ericsson. Akis Tsochatzopoulos, grekisk försvarsminister 1996–2001, dömdes 2013 till 20 års fängelse för penningtvätt.

## Några användare
Brasilien
 Förenade Arabemiraten
 Grekland
 Mexiko
 Pakistan
 Polen
 Saudiarabien
 Sverige
 Thailand